# PTT Thailand Open 2015
PTT Thailand Open 2015 - професійний жіночий тенісний турнір, який проходив на відкритих хардових кортах готелю Дусіт Тані в місті Паттайї (Таїланд) з 9 по 15 лютого 2015 року як частина серії International в рамках туру WTA 2015. Це було 24-те за ліком подібне змагання.

## Очки і призові

### Нарахування очок
| Дисципліна       | П   | Ф   | ПФ  | ЧФ | 1/8 | 1/16 | Q   | Q2  | Q1  |
| Одиночний розряд | 280 | 180 | 110 | 60 | 30  | 1    | 18  | 12  | 1   |
| Парний розряд    | 280 | 180 | 110 | 60 | 1   | Н/Д  | Н/Д | Н/Д | Н/Д |

### Призові гроші
| Дисципліна       | П       | Ф       | ПФ      | ЧФ     | 1/8    | 1/161  | Q2     | Q1   |
| Одиночний розряд | $43,000 | $21,400 | $11,500 | $6,200 | $3,420 | $2,200 | $1,285 | $750 |
| Парний розряд*   | $12,300 | $6,400  | $3,435  | $1,820 | $960   | Н/Д    | Н/Д    | Н/Д  |

1Кваліфаєри отримують і призові гроші 1/16 фіналу.

*на пару

## Учасниці основної сітки в одиночному розряді

### Сіяні
| Країна      | Гравчиня         | Рейтинг1 | сіяна |
| ----------- | ---------------- | -------- | ----- |
| КНР         | Пен Шуай         | 21       | 1     |
| Україна     | Еліна Світоліна  | 26       | 2     |
| Казахстан   | Заріна Діяс      | 33       | 3     |
| Японія      | Курумі Нара      | 44       | 4     |
| Казахстан   | Ярослава Шведова | 51       | 5     |
| Австралія   | Ярміла Ґайдошова | 54       | 6     |
| Пуерто-Рико | Моніка Пуїг      | 60       | 7     |
| КНР         | Чжан Шуай        | 64       | 8     |

- 1 Рейтинг станом на 2 лютого 2015 року.

### Інші учасниці
Нижче наведено учасниць, які отримали вайлд-кард на участь в основній сітці:
- Ніча Летпітаксінчай
- Тамарін Танасугарн
- Віра Звонарьова

Нижче наведено гравчинь, які пробились в основну сітку через стадію кваліфікації:
- Чжань Юнжань
- Еґуті Міса
- Єлизавета Кулічкова
- Сюй Їфань

Як щасливі лузери в основну сітку потрапили такі гравчині:
- Юлія Бейгельзимер
- Чжу Лінь

### Відмовились від участі
До початку турніру
- Деніса Аллертова → її замінила Євгенія Родіна
- Ярослава Шведова → її замінила Чжу Лінь
- Тереза Сміткова → її замінила Дуань Інін
- Еліна Світоліна → її замінила Юлія Бейгельзимер

### Знялись
- Чжу Лінь (травма правого плеча)

## Учасниці основної сітки в парному розряді

### Сіяні
| Країна            | Гравчиня         | Країна            | Гравчиня          | Рейтинг1 | посіяний |
| ----------------- | ---------------- | ----------------- | ----------------- | -------- | -------- |
| Китайський Тайбей | Чжань Хаоцін     | Китайський Тайбей | Чжань Юнжань      | 60       | 1        |
| Японія            | Кіміко Дате      | Росія             | Олександра Панова | 80       | 2        |
| Австралія         | Ярміла Ґайдошова | Хорватія          | Айла Томлянович   | 120      | 3        |
| Китайський Тайбей | Чжань Цзіньвей   | КНР               | Сюй Їфань         | 152      | 4        |

- 1 Рейтинг станом на 2 лютого 2015 року.

### Інші учасниці
Нижче наведено пари, які отримали вайлд-кард на участь в основній сітці:
- Єлизавета Кулічкова /  Євгенія Родіна

### Знялись з турніру
Під час турніру
- Анастасія Родіонова /  Віра Звонарьова

## Переможниці

### Одиночний розряд
- Даніела Гантухова —  Айла Томлянович, 3–6, 6–3, 6–4

### Парний розряд
- Чжань Хаоцін /  Чжань Юнжань —  Аояма Сюко /  Тамарін Танасугарн, 2–6, 6–4, [10–3]